# 索科羅縣
索科羅縣（英語：Socorro County）是美国新墨西哥州西部的一個县，面積17,220平方公里。據2020年美國人口普查，索科羅縣共有人口16,595人。索科羅縣的縣治為索科羅。
索科羅縣成立於1850年7月1日。縣名來自縣治，而縣治名乃取自一普韋布洛人印第安部落之名。當時，新西班牙總督奥尼亚蒂（Juan de Oñate）在1598年得到該部落的人拯救後，便將之命名為「索科羅」（Socorro在西班牙语有「拯救」的意思）。

## 地理
根據2000年人口普查，索科羅縣的總面積為6,649平方英里（17,220平方），其中有6,646平方英里（17,210平方），即99.97%為陸地；2平方英里（5.2平方），即0.03%為水域。索科羅縣既是新墨西哥州面積第二大的縣份，亦是美國面積第34大的縣份。
索科羅縣的海拔由格蘭德河河岸的1,380米（4,528英尺）上升至馬格達萊納山脈頂點的3,287米（10784英尺）。索科羅縣包含了幾個山脈，而其中的馬格達萊納山脈、聖馬特烏山脈和蓝顿峰均為天空島。

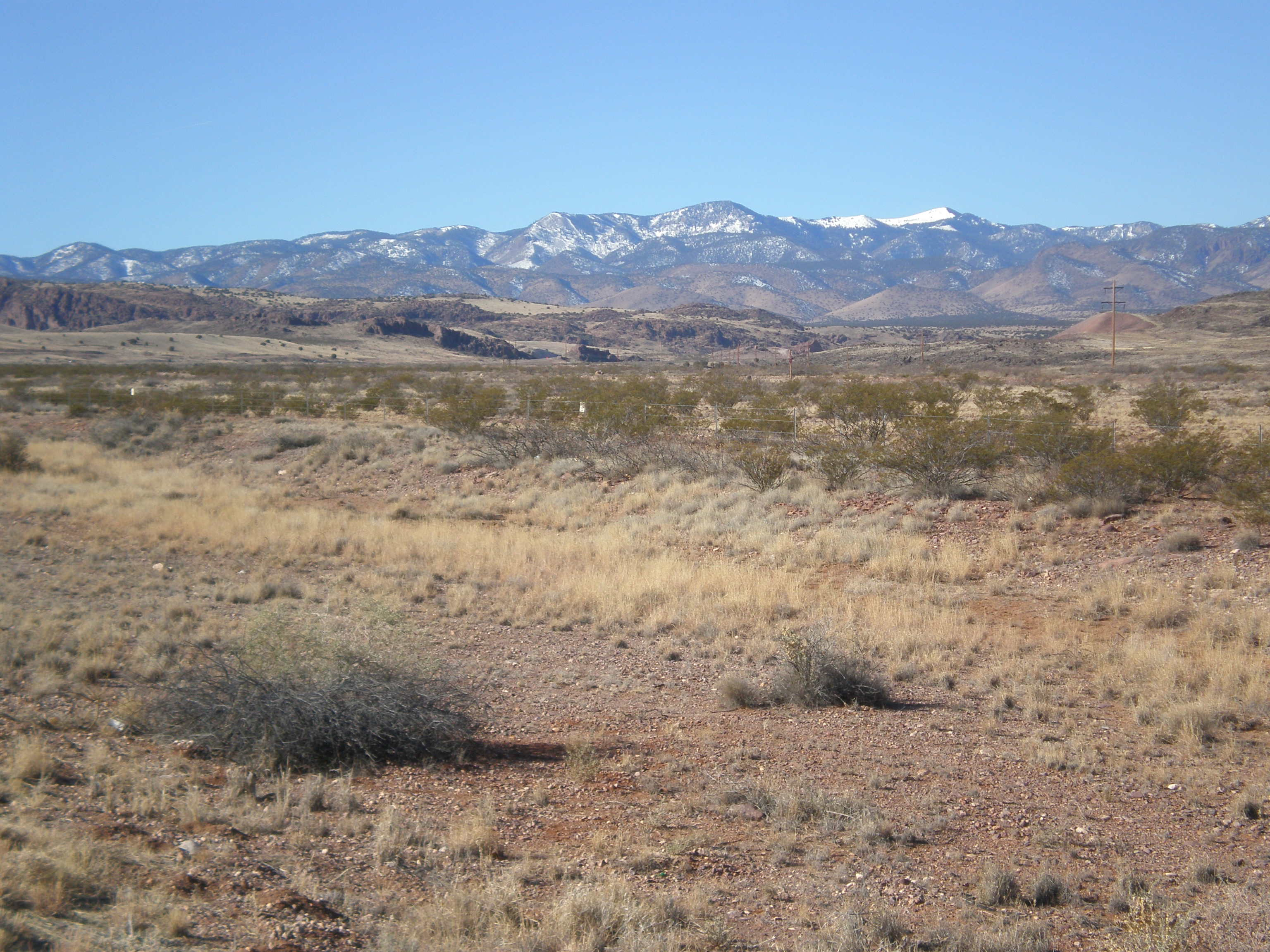
索科羅縣中美國60號公路旁的荒地

### 毗鄰縣
- 錫沃拉縣：西北方
- 巴倫西亞縣：北方
- 托蘭斯縣：東北方
- 林肯縣：東方
- 謝拉縣：南方
- 卡特倫縣：西方

### 國家保護區
- 博斯克·德爾·阿帕奇國家野生動物保護區（英语：Bosque del Apache National Wildlife Refuge）
- 塞維利塔亞國家野生動物保護區（英语：Sevilleta National Wildlife Refuge）
- 西波拉国家森林（部分）
- 埃爾卡米諾雷阿爾迪鐵拉亞丁杜國家歷史步道（部分）
- 薩利納斯普韋布洛傳教國家紀念區（英语：Salinas Pueblo Missions National Monument）（部分）

## 人口
| 调查年            | 人口   | 备注 | %±     |
| ----------------- | ------ | ---- | ------ |
| 1910              | 14,761 |      | —      |
| 1920              | 14,061 |      | −4.7%  |
| 1930              | 9,611  |      | −31.6% |
| 1940              | 11,422 |      | 18.8%  |
| 1950              | 9,670  |      | −15.3% |
| 1960              | 10,168 |      | 5.1%   |
| 1970              | 9,763  |      | −4.0%  |
| 1980              | 12,566 |      | 28.7%  |
| 1990              | 14,764 |      | 17.5%  |
| 2000              | 18,078 |      | 22.4%  |
| 2010              | 17,866 |      | −1.2%  |
| [ 5 ] [ 6 ] [ 7 ] |        |      |        |

### 2010年
根據2010年人口普查，索科羅縣擁有17,866居民。索科羅縣的人口是由75.1%白人、1.1%黑人、11.7%土著、1.2%亞洲人、8.1%其他種族和2.8%混血构成。而西班牙裔或拉丁美洲人佔了人口48.5%。

### 2000年
根據2000年人口普查，索科羅縣擁有18,078居民、6,675住戶和4,492家庭。其人口密度為每平方英里3居民（每平方公里1居民）。索科羅縣擁有7,808間房屋单位，其密度為每平方英里1間（每平方公里0.45間）。索科羅縣的人口是由62.87%白人、0.64%黑人、10.92%土著、1.14%亞洲人、0.06%太平洋岛民、20.10%其他種族和4.28%混血构成。而西班牙裔或拉丁美洲人佔了人口48.73%。
在6,675住户中，有33.8%擁有一個或以上的兒童（18歲以下）、48.4%為夫妻、13.3%為單親家庭、32.7%為非家庭、26.8%為獨居、8.2%住戶有同居長者。平均每戶有2.62人，而平均每個家庭則有3.20人。在18,078居民中，有28.4%為18歲以下、12.6%為18至24歲、26.1%為25至44歲、22%為45至64歲以及10.9%為65歲以上。人口的年齡中位數為32歲，每100個女性就有103.3個男性。而每100個成年女性（18歲以上）就有103.9個成年男性。
索科羅縣的住戶收入中位數為$23,439，而家庭收入中位數則為$29,544。男性的收入中位數為$28,490，而女性的收入中位數則為$22,482。索科羅縣的人均收入為$12,826。約24.1%家庭和31.7%人口在貧窮線以下，包括43.6%兒童（18歲以下）及24.3%長者（65歲以上）。